# Eretoka
Eretoka (también Eretoka, Retoka o Artok) es una isla deshabitada en el suroeste del Pacífico, parte de la nación insular de Vanuatu en el archipiélago de Nuevas Hébridas . 
Eretoka está ubicada al noroeste de la isla de Efate y se extiende sobre 2,3 km de largo con una anchura máxima de 670 metros.
Con las islas de Efate y Lelepa, Eretoka es parte del dominio del jefe Rey Mata, en relación con la vida y muerte del último Rey Mata, alrededor de 1600. Estas tres islas han sido incluidas como tales en la Lista del Patrimonio Mundial desde 2008. 
- Datos: Q1350037
- Multimedia: Eretoka Island / Q1350037